# Rödbrun stensopp
Rödbrun stensopp, (Boletus pinophilus), är en sopp med rödbrun, nästan kopparröd färg och kraftig fot. Den växer oftast under tall men kan också påträffas under bok eller andra lövträd.
Denna svamp har vitt kött och den luktar liksom färskt gräs. Hattens diameter är 8 till 20 cm. Denna svamp kan lätt förväxlas med andra ätliga svampar från samma släkte.
Arten förekommer i olika regioner i Eurasien. Exemplar som hittades i Nordamerika tillhör antagligen en annan art. Grunden är ofta täckt av lav eller hed.
För beståndet är inga hot kända. Hela populationen anses vara stabil. IUCN listar arten som livskraftig (LC).